# فطر كببي
الفطر الكببي (الاسم العلمي: Glomus) هو جنس من الفطريات يتبع فصيلة كببية ال من رتبة كببيات ال.